# Lekkoatletyka na Letnich Igrzyskach Olimpijskich 1976 – bieg na 1500 m kobiet
Bieg na 1500 metrów kobiet podczas XXI Letnich Igrzysk Olimpijskich w Montrealu rozegrano 28 (eliminacje), 28 (półfinały) i 30 lipca 1976 (finał) na Stadionie Olimpijskim w Montrealu. Zwyciężczynią została reprezentantka Związku Radzieckiego Tatjana Kazankina, która na tych samych igrzyskach zwyciężyła również w biegu na 800 metrów.

## Rekordy

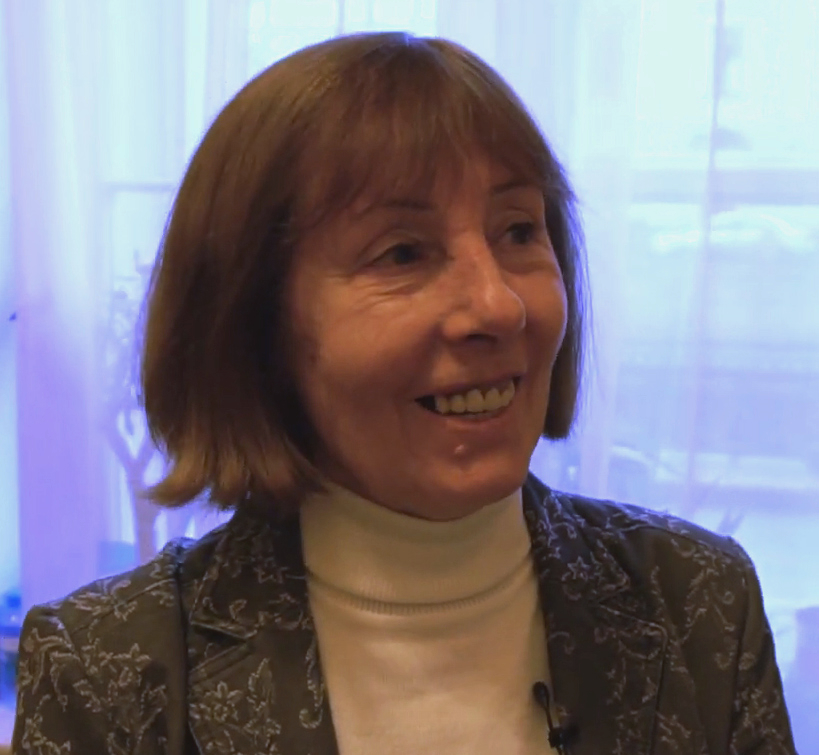
Tatjana Kazankina

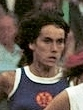
Gunhild Hoffmeister

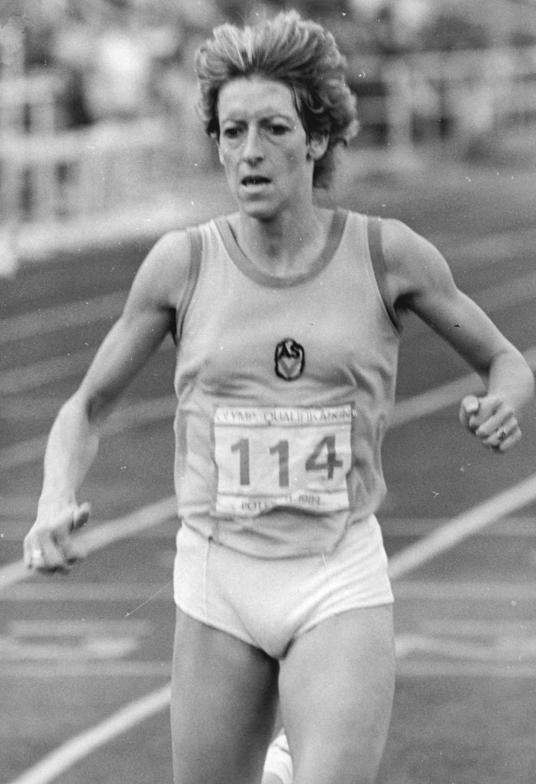
Ulrike Klapezynski

|                   | zawodniczka       | narodowość | czas    | data                 | miejsce   |
| ----------------- | ----------------- | ---------- | ------- | -------------------- | --------- |
| Rekord świata     | Tatjana Kazankina | ZSRR       | 3:56,0  | 28 czerwca 1976(dts) | Podolsk   |
| Rekord olimpijski | Ludmiła Bragina   | ZSRR       | 4:01,38 | 9 września 1972(dts) | Monachium |

## Wyniki
| Poz. - pozycja |
| – rekord świata \| – rekord krajowy \| – rekord życiowy \| = – wyrównany rekord życiowy \| · – najlepszy wynik w sezonie \| = – wyrównany najlepszy wynik w sezonie \| – rekord olimpijski |
| Fn – falstart \| DNF – nie ukończył \| DNS – nie wystartował \| DSQ – zdyskwalifikowany |

### Eliminacje
Rozegrano cztery biegi eliminacyjne. Do półfinałów awansowały po cztery najlepsze zawodniczki z każdego biegu oraz dwie z najlepszymi czasami spośród pozostałych.

#### Bieg 1
| Poz. | Zawodniczka         | Narodowość        | Rezultat | Uwagi |
| ---- | ------------------- | ----------------- | -------- | ----- |
| 1    | Gabriella Dorio     | Włochy            | 4:10,84  | Q     |
| 2    | Raisa Katiukowa     | ZSRR              | 4:10,88  | Q     |
| 3    | Jan Merrill         | Stany Zjednoczone | 4:10,92  | Q     |
| 4    | Mary Stewart        | Wielka Brytania   | 4:11,10  | Q     |
| 5    | Maricica Puică      | Rumunia           | 4:12,62  |       |
| 6    | Rosica Pechliwanowa | Bułgaria          | 4:13,11  |       |
| 7    | Judy Pollock        | Australia         | 4:14,22  |       |
| 8    | Bernadette Van Roy  | Belgia            | 4:16,23  |       |
| 9    | Magdolna Lázár      | Węgry             | 4:23,30  |       |
| –    | Maria Ritter        | Liechtenstein     | DNS      |       |

#### Bieg 2
| Poz. | Zawodniczka      | Narodowość        | Rezultat | Uwagi |
| ---- | ---------------- | ----------------- | -------- | ----- |
| 1    | Ludmiła Bragina  | ZSRR              | 4:07,11  | Q     |
| 2    | Christiane Stoll | NRD               | 4:07,13  | Q     |
| 3    | Nina Holmén      | Finlandia         | 4:07,14  | Q     |
| 4    | Grete Waitz      | Norwegia          | 4:07,20  | Q     |
| 5    | Ellen Wellmann   | RFN               | 4:07,20  | q     |
| 6    | Francie Larrieu  | Stany Zjednoczone | 4:07,21  | q,    |
| 7    | Dianne Zorn      | Nowa Zelandia     | 4:12,81  |       |
| 8    | Thelma Wright    | Kanada            | 4:15,23  |       |
| 9    | Ndew Niang       | Senegal           | 4:44,64  |       |

#### Bieg 3
| Poz. | Zawodniczka        | Narodowość      | Rezultat | Uwagi |
| ---- | ------------------ | --------------- | -------- | ----- |
| 1    | Ulrike Klapezynski | NRD             | 4:11,62  | Q     |
| 2    | Tatjana Kazankina  | ZSRR            | 4:12,10  | Q     |
| 3    | Weseła Jacinska    | Bułgaria        | 4:12,72  | Q     |
| 4    | Sonia Castelein    | Belgia          | 4:12,95  | Q     |
| 5    | Penny Yule         | Wielka Brytania | 4:13,36  |       |
| 6    | Ileana Silai       | Rumunia         | 4:13,61  |       |
| 7    | Margherita Gargano | Włochy          | 4:15,94  |       |
| 8    | Carmen Valero      | Hiszpania       | 4:17,56  |       |
| 9    | Penny Werthner     | Kanada          | 4:18,19  |       |

#### Bieg 4
| Poz. | Zawodniczka          | Narodowość        | Rezultat | Uwagi |
| ---- | -------------------- | ----------------- | -------- | ----- |
| 1    | Brigitte Kraus       | RFN               | 4:07,79  | Q     |
| 2    | Gunhild Hoffmeister  | NRD               | 4:08,23  | Q     |
| 3    | Natalia Mărășescu    | Rumunia           | 4:08,31  | Q     |
| 4    | Nikolina Szterewa    | Bułgaria          | 4:08,38  | Q     |
| 5    | Mary Purcell         | Irlandia          | 4:08,63  |       |
| 6    | Cyndy Poor           | Stany Zjednoczone | 4:08,89  |       |
| 7    | Anne Garrett         | Nowa Zelandia     | 4:10,68  |       |
| 8    | Silvana Cruciata     | Włochy            | 4:16,78  |       |
| 9    | Lilja Guðmundsdóttir | Islandia          | 4:20,27  |       |

### Półfinały
Rozegrano dwa biegi półfinałowe. Do finału awansowały po cztery najlepsze zawodniczki z każdego biegu oraz jedna z najlepszym czasem spośród pozostałych.

#### Bieg 1
| Poz. | Zawodniczka         | Narodowość        | Rezultat | Uwagi |
| ---- | ------------------- | ----------------- | -------- | ----- |
| 1    | Ulrike Klapezynski  | NRD               | 4:02,13  | Q     |
| 2    | Nikolina Szterewa   | Bułgaria          | 4:02,33  | Q,    |
| 3    | Ludmiła Bragina     | ZSRR              | 4:02,41  | Q     |
| 4    | Gunhild Hoffmeister | NRD               | 4:02,45  | Q     |
| 5    | Jan Merrill         | Stany Zjednoczone | 4:02,61  | q,    |
| 6    | Raisa Katiukowa     | ZSRR              | 4:03,20  |       |
| 7    | Brigitte Kraus      | RFN               | 4:04,21  | [ 5 ] |
| 8    | Grete Waitz         | Norwegia          | 4:04,80  | [ 6 ] |
| 9    | Sonia Castelein     | Belgia            | 4:13,46  |       |

#### Bieg 2
| Poz. | Zawodniczka       | Narodowość        | Rezultat | Uwagi |
| ---- | ----------------- | ----------------- | -------- | ----- |
| 1    | Tatjana Kazankina | ZSRR              | 4:07,37  | Q     |
| 2    | Nina Holmén       | Finlandia         | 4:07,53  | Q     |
| 3    | Ellen Wellmann    | RFN               | 4:07,54  | Q     |
| 4    | Gabriella Dorio   | Włochy            | 4:07,61  | Q     |
| 5    | Mary Stewart      | Wielka Brytania   | 4:07,65  |       |
| 6    | Weseła Jacinska   | Bułgaria          | 4:07,89  |       |
| 7    | Natalia Mărășescu | Rumunia           | 4:07,92  |       |
| 8    | Christiane Stoll  | NRD               | 4:08,28  |       |
| 9    | Francie Larrieu   | Stany Zjednoczone | 4:09,07  |       |

### Finał
| Poz. | Zawodniczka         | Narodowość        | Rezultat |
| ---- | ------------------- | ----------------- | -------- |
| 1    | Tatjana Kazankina   | ZSRR              | 4:05,48  |
| 2    | Gunhild Hoffmeister | NRD               | 4:06,02  |
| 3    | Ulrike Klapezynski  | NRD               | 4:06,09  |
| 4    | Nikolina Szterewa   | Bułgaria          | 4:06,57  |
| 5    | Ludmiła Bragina     | ZSRR              | 4:07,20  |
| 6    | Gabriella Dorio     | Włochy            | 4:07,27  |
| 7    | Ellen Wellmann      | RFN               | 4:07,91  |
| 8    | Jan Merrill         | Stany Zjednoczone | 4:08,54  |
| 9    | Nina Holmén         | Finlandia         | 4:09,55  |